# Стара Сахча
Стара Сахча (рос. Старая Сахча) — село в Мелекеському районі Ульяновської області Російської Федерації.
Населення становить 939 осіб. Входить до складу муніципального утворення Старосахчинське сільське поселення.

## Історія
Від 2004 року входить до складу муніципального утворення Старосахчинське сільське поселення.

## Населення
| 2010 |
| ---- |
| 939  |